# فرودگاه ناینی سائینی

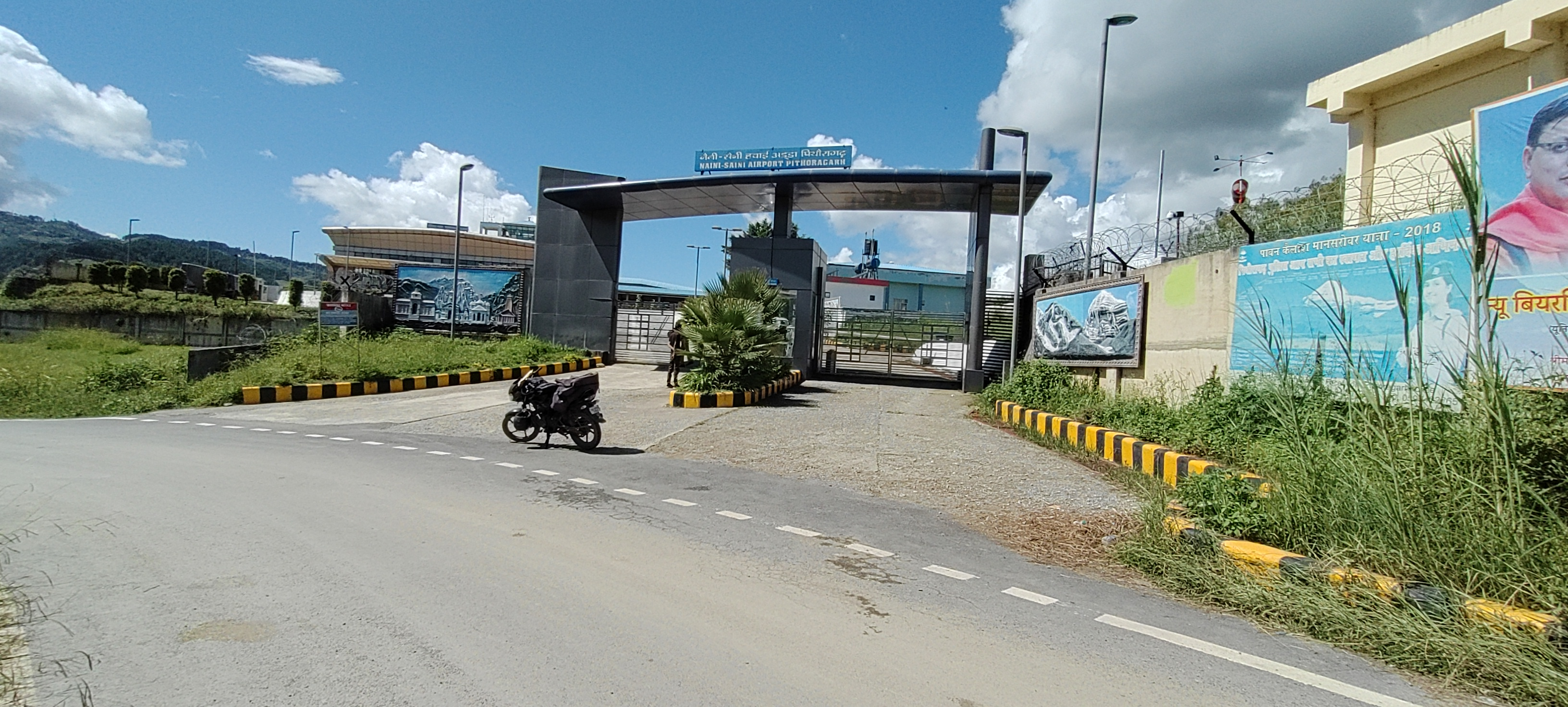
فرودگاه ناینی سائینی

فرودگاه ناینی سائینی (به انگلیسی: Naini Saini Airport) (به زبان بومی: Pithoragarh Airport) یک فرودگاه همگانی است که یک باند فرود بتن دارد و طول باند آن ۱۲۹۰ متر است. این فرودگاه در کشور هند قرار دارد .